# Veliki Ostros
Veliki Ostros (en serbe cyrillique : Велики Острос ou «Grand Ostros» en traduction française; en albanais: Ostrosi i Madh) est un village du sud du Monténégro, dans la municipalité de Bar.

## Démographie

### Évolution historique de la population
| 1948 | 1953 | 1961 | 1971 | 1981 | 1991 | 2003 |
| ---- | ---- | ---- | ---- | ---- | ---- | ---- |
| 601  | 575  | 611  | 638  | 639  | 560  | 416  |